# Vlaamse schilderkunst

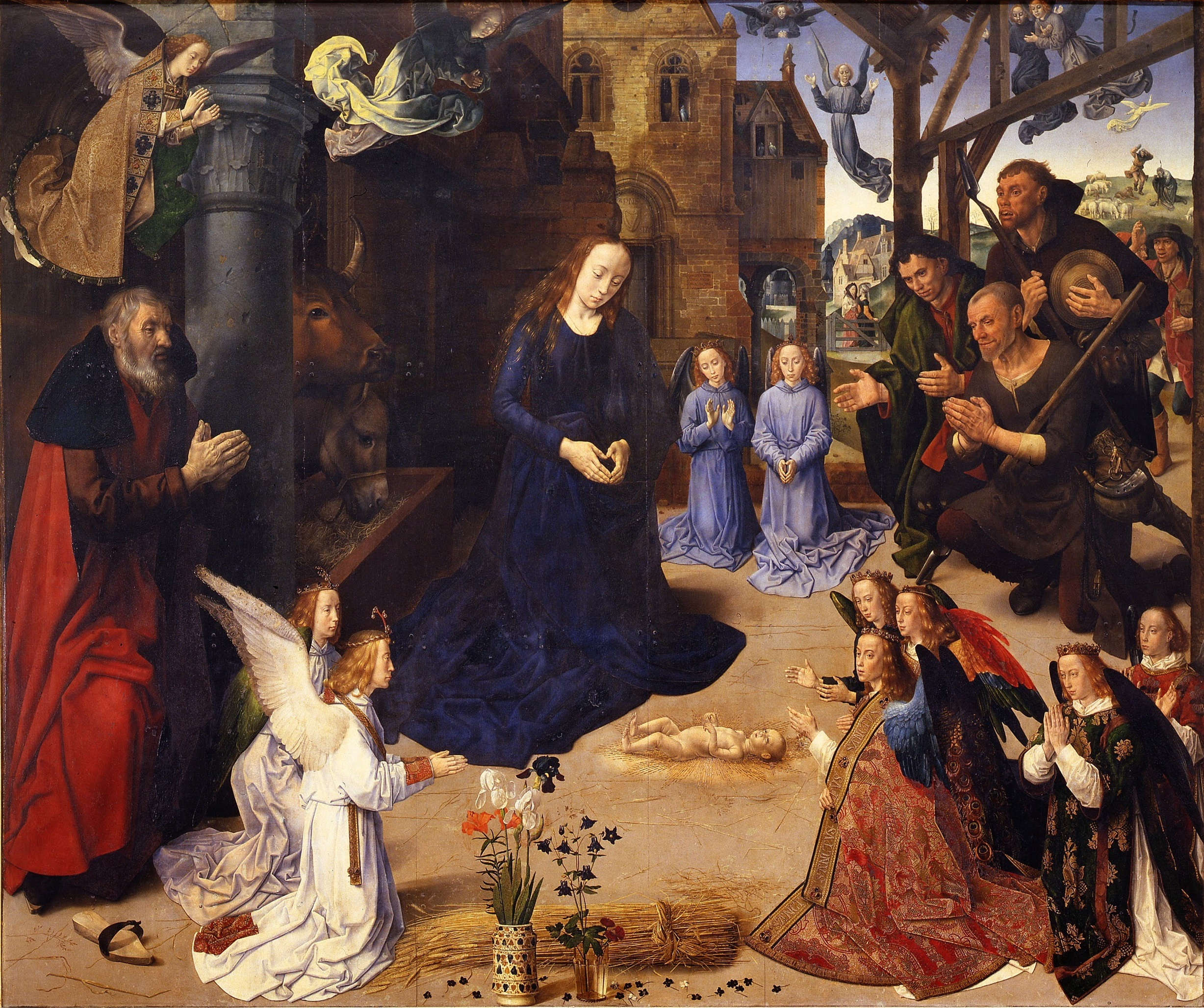
Hugo van der Goes, Aanbidding van het kind, (centraal paneel van het Portinari-triptiek) (1476-1478), Uffizi, Florence

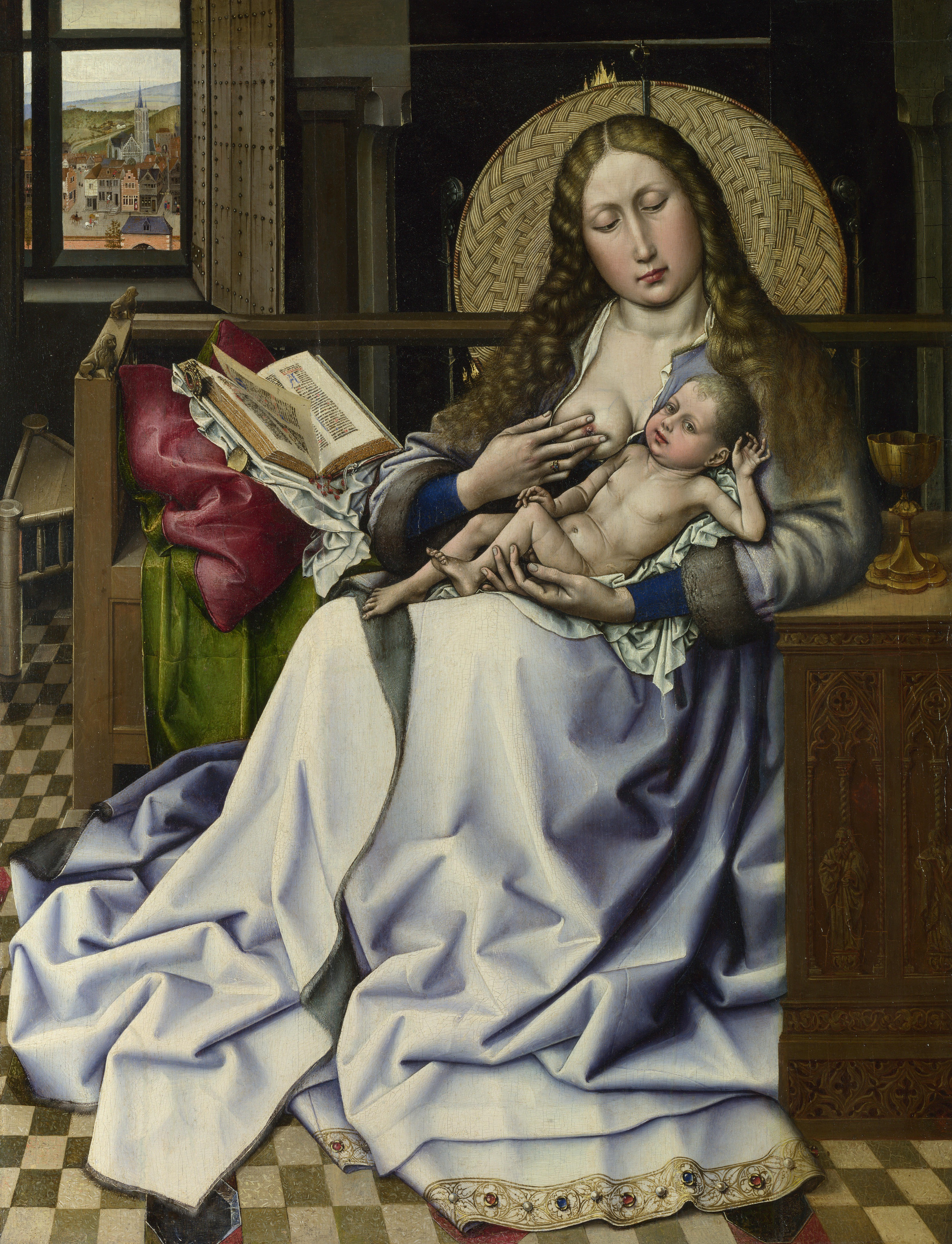
Robert Campin, Madonna met kind (rond 1440), National Gallery, Londen

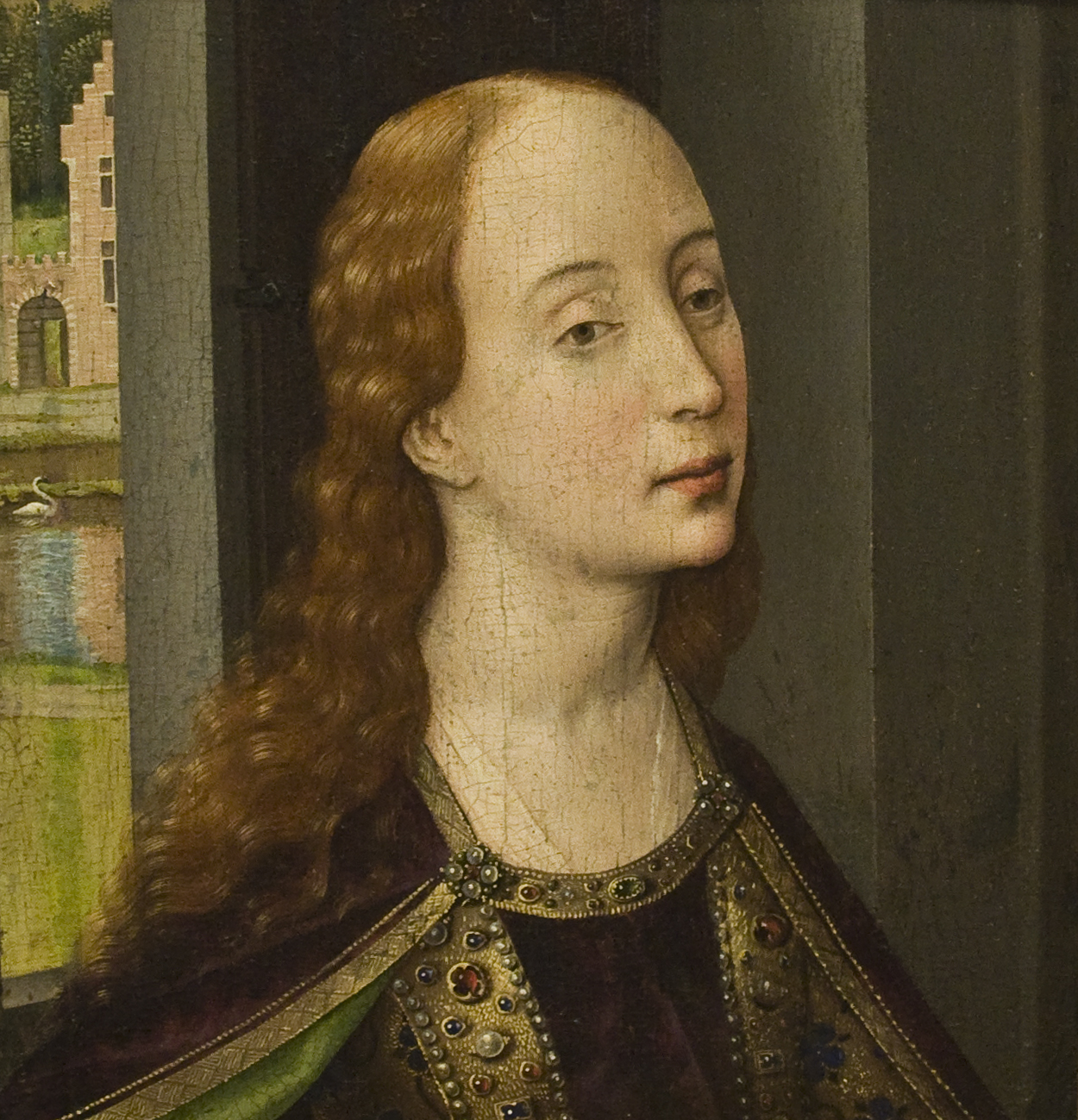
Rogier van der Weyden, Buste van de heilige Catharina, Museu Calouste Gulbenkian

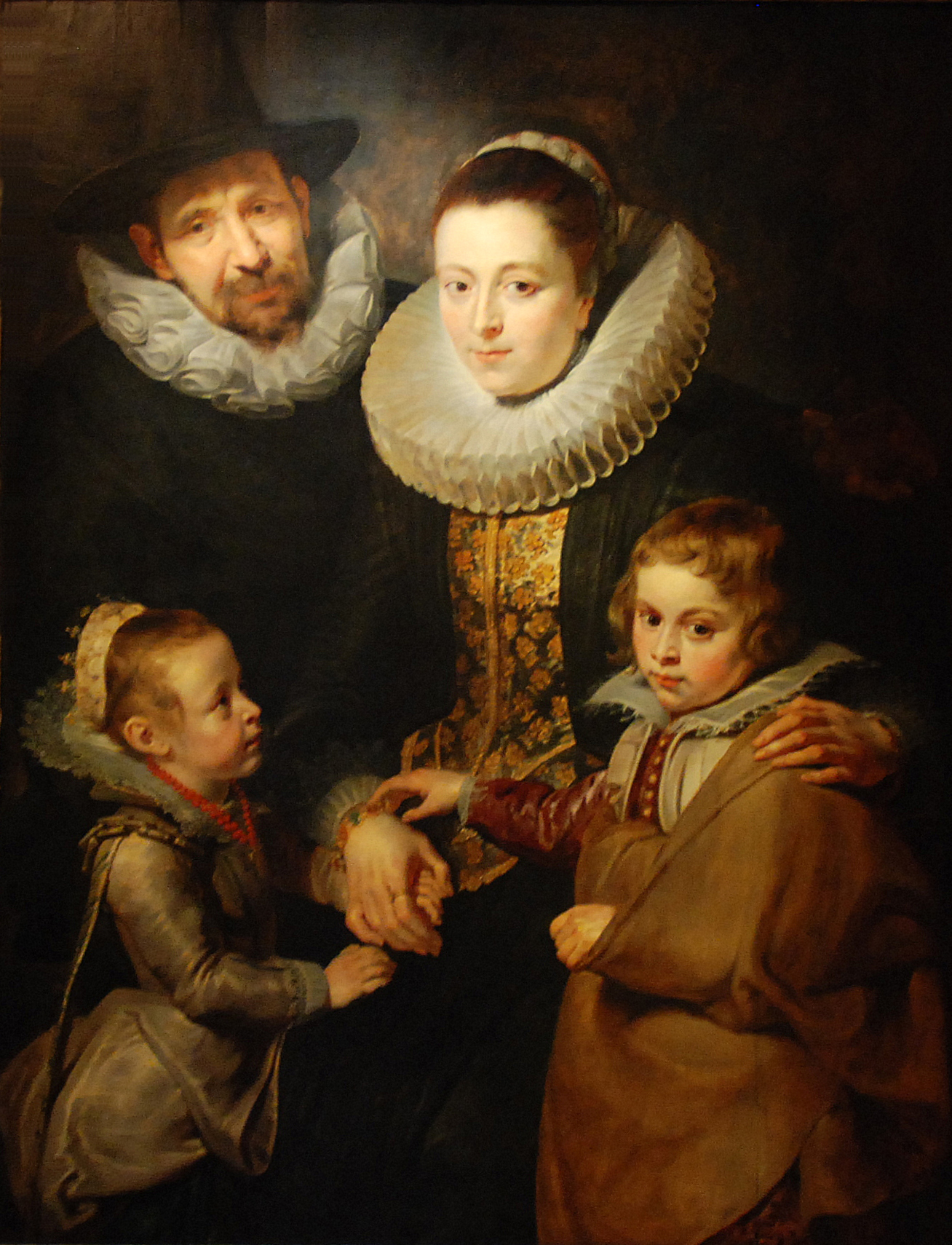
Peter Paul Rubens, Familie van Jan Brueghel de Oude, Courtauld Gallery

De Vlaamse schilderkunst kende in de Zuidelijke Nederlanden een gouden eeuw vanaf het begin van de vijftiende eeuw tot en met de zeventiende eeuw. Het waren overwegend kunstschilders uit Gent, Brugge en Antwerpen die in die periode de toon zetten in de schilderkunst van Noord-Europa. Het graafschap Vlaanderen en het hertogdom Brabant trokken toen kunstenaars van de omliggende gebieden aan. Ze werden door koningen en andere lieden van hoog aanzien in het buitenland uitgenodigd en hadden invloed op de kunst in heel Europa.

## Vlaamse Primitieven
De Vlaamse Primitieven waren een groep kunstschilders uit de lage landen van de vijftiende en begin zestiende eeuw, die voornamelijk werkzaam waren in de bloeiende steden Brugge en Gent. De term Vlaamse Primitieven is oorspronkelijk een letterlijke vertaling van de Franse Les Primitifs flamands, waarbij het Franse primitif in de betekenis van vroeg, eerst te begrijpen is, afgeleid van primo. De meeste Vlaamse Primitieven hebben op het grondgebied van het huidige Vlaanderen geleefd en gewerkt. Toch waren ze niet allemaal Vlaams in die betekenis. Doornik (stad van Romaans-Vlaanderen), de bakermat van de kunst van Robert Campin en Rogier van der Weyden lag in het graafschap Vlaanderen, maar had autonomie vanwege de Franse kroon gekregen.
- De gebroeders Jan en Hubert van Eyck waren uit Maaseik afkomstig, toen in de periferie van de Bourgondische Nederlanden.
- Dirk Bouts leefde en werkte, na een opleiding in de omgeving of bij Rogier van der Weyden, in Leuven maar was uit het Hollandse Haarlem afkomstig.
- Gerard David was afkomstig uit het Hollandse stadje Oudewater bij Gouda en bouwde een carrière op in Brugge,
- net als Petrus Christus die afkomstig was uit het Brabantse Baarle maar werd opgeleid in de omgeving van Jan van Eyck.
- Hans Memling werkte eveneens in Brugge en was uit het dorpje Mömlingen bij Seligenstadt in Duitsland afkomstig.
- De afkomst van de in Gent en Oudergem werkzame Hugo van der Goes is nog niet geheel opgehelderd.

Het werk van al deze schilders wordt vandaag doorgaans tot de noordelijke renaissance gerekend, hoewel ook herhaaldelijk de continuïteit van middeleeuwse elementen is beklemtoond en de werken onder de laatgotiek zijn geklasseerd. Hun kunst had zijn oorsprong in de versieringen van miniaturen in de laatgotiek.

## Renaissance
De Vlaamse renaissanceschilderkunst uit de zestiende eeuw ontstond als reactie op de Italiaanse renaissance, doordat tal van schilders uit de Nederlanden omstreeks deze periode Italië bezochten en er bijgevolg werden beïnvloed. De Vlaamse renaissanceschilderkunst onderscheidt zich van het origineel, door haar combinatie van recente innovaties uit Italië te combineren met de lokale tradities van de vroeg-Nederlandse schilders. Het artistieke centrum bevond zich in deze periode in de Zuidelijke Nederlanden en meer bepaald te Antwerpen.
- Zo was er Pieter Coecke van Aelst, een leerling van Bernard van Orley uit Brussel, die enige tijd in Italië verbleef, alwaar hij kennis maakte met de renaissancekunst. In 1527 werd hij lid van het Antwerpse Sint-Lucasgilde en in 1533 vertrok hij voor een jaar naar Constantinopel. Coecke zette in 1544 een atelier op in Brussel, waar hij o.a. zijn schilderijen, prenten en tapijten maakte en waar Pieter Brueghel de Oude ook vaak verbleef.
- Pieter Bruegel De Oude was sterk beïnvloed door Van Aelsts werk en schilderde eveneens in Mechelse stijl, dit wil zeggen met veel allegorieën zoals scènes uit het boerenleven. Later liet hij zich ook vaak inspireren door de klassieke oudheid en Bijbelse taferelen. Een van zijn bekendste werken is het doek Toren van Babel (ca. 1563). Van dit werk bestaan er twee varianten, het ene hangt in het Kunsthistorisch Museum in Wenen, het andere in het Museum Boijmans Van Beuningen in Rotterdam. Bruegel slaagde erin een eigen stijl te ontwikkelen en zich ver te houden van het Antwerps maniërisme dat toen opgang maakte en terug te vinden is bij Jan Gossaert, Frans Floris en Adriaen Isenbrandt.
- Jan Gossaert werd waarschijnlijk in 1478 geboren in het plaatsje Maubeuge (Frankrijk) in het toenmalige graafschap Henegouwen. Vermoed wordt dat hij een opleiding schilderkunst genoot in Antwerpen, alwaar hij zich in 1503 liet inschrijven aan het Sint-Lucasgilde als ‘meester’. Sint Lucas, waarnaar het Gilde vernoemd was, zou twee decennia later het onderwerp zijn van een van zijn bekendste werken: Sint Lucas schildert de Madonna. Het werk is tentoongesteld in het Kunsthistorisch Museum te Wenen.

## Barok
Na de Val van Antwerpen (1585) bleef Vlaanderen onder Spaans bewind en geraakte gescheiden van de Nederlandse Republiek. Hoewel heel wat kunstenaars de strijd en chaos in de Spaanse Nederlanden ontvluchtten, floreerde de Vlaamse barokschilderkunst in Antwerpen, meer bepaald de Antwerpse School, met onder meer Peter Paul Rubens, Anthony van Dyck, David Teniers I en II, de oude en de jonge Jan Brueghel, Clara Peeters en Jacob Jordaens als belangrijkste exponenten. Na de Tachtigjarige Oorlog verbleekte het belang van de Vlaamse kunst.

## Romantiek
De bekendste Vlaamse (of in Vlaanderen verblijvende) schilders uit de romantiek waren David De Noter, Fredrik Marinus Kruseman en Petrus van Schendel.

## Moderne kunst
Na de onafhankelijkheid van België in 1830 kende de schilderkunst een heropbloei. Deze zet zich in met Gustaaf Wappers die de De Episode van de Septemberdagen van de Belgische revolutie van 1830 schilderde. Andere meesters die zich rond deze periode in de Vlaamse contreien bezighielden met historieschilderkunst waren Adèle Kindt, Henri Leys en Ernest Slingeneyer. In de portretschilderkunst maakte Antoine Wiertz en Nicaise de Keyser naam. Het is echter wachten tot het aanbreken van het realisme vooraleer een nieuwe hoogperiode zich manifesteert, met schilders als Charles de Groux, Henri de Braekeleer en Alfred Stevens. Ook tijdens het impressionisme zet deze tendens zich verder met als vertegenwoordigers als James Ensor, Henri Evenepoel en de pointillisten Willy Finch, Georges Lemmen en Theo van Rysselberghe. Omstreeks 1886 brengt het symbolisme furore en brengt het vermaarde schilders als Léon Frédéric, Fernand Khnopff, Xavier Mellery en Léon Spilliaert in de ban van het raadsel en de droom. Ook de schilders van de Latemse School lieten zich verleiden door het symbolisme, hun belangrijkste vertegenwoordiger is de Gentse Mechelaar Gustave Van de Woestyne.
Rond het begin van de twintigste eeuw maakt het Brabants fauvisme opgang met de werken van Edgard Tytgat en Rik Wouters, het futurisme met de schilderijen van Jules Schmalzigauw en het expressionisme met de werken van Albert Servaes, Jakob Smits, Eugène Laermans, Gustave de Smet, Constant Permeke en Frits van den Berghe. Tijdens het interbellum komt de abstracte schilderkunst in zwang met bekende werken van Georges Vantongerloo, Michel Seuphor, Jozef Peeters en Floris Jespers tot gevolg. Een andere stroming die rond deze periode opgang maakte was het surrealisme met als belangrijkste vertegenwoordigers Emile Claus, Jane Gravenol, Rachel Baes en Marthe Donas en de Brusselaars René Magritte en Paul Delvaux. In de jaren 1950 ontstond er een schilderkunstige explosie plaats onder invloed van de Cobra en de Situationistische Internationale. Bekende schilders uit deze periode zijn Pierre Alechinsky, Maurice Wyckaert, Antoine Mortier, Eglebert van Anderlecht, Jef Verheyen en Walter Leblanc. In de jaren 1960 kwam er een Vlaamse versie van de popart tot stand door onder meer Evelyne Axell en komt ook de Nieuwe figuratie op de voorgrond met werken van Roger Raveel en Raoul De Keyser.
De belangrijkste hedendaagse schilders zijn Marcel Maeyer, Jan Cox Walter Swennen, Philippe van Snick, Fred Bervoets, Luc Tuymans, Sam Dillemans, Michaël Borremans, Sonja Michiels en Joris Ghekiere.